# DAPS
DAPSとは、データウエストが有する商標である。以下の2つの意味がある。
1. Datawest Active Picture Systemの略。データウエストが開発した商用の動画再生を利用したソフトウェア群に採用されたシステム。
2. Datawest Automotive Pro-comsumer Systemの略。データウエストが開発したカーナビゲーションシステム[1]。上記の登録商標資源の有効活用のためにこの名称が付けられた。

## 概要
CD-ROM黎明期の1990年に開発された。
それまでのFM TOWNS用ゲームでは、アニメーションや音楽再生中に同時並行でCD-ROMからのデータ読み込みが出来ない欠点があった。この欠点を克服することから開発された動画エンジンを核に、インタラクティブな機能を付け加えた独自のハイパーテキストのプレイヤーとその開発システム一式である。
割り込みの優先順位等が通常のTBIOSとは変更されたものが付加され、CD-ROMから実メモリ空間にバックグラウンドでDMA転送される様なシステムが構築されていた。また、音声再生や音楽再生もこのルーチン内で処理され、PCM楽器サウンドには非常に良質でコンパクトなデータが使われた。DAPSでは内蔵音源のみでBGMを実現していた。
同社制作の各種ゲームや学校教材で使用された。同社のゲーム『サイキック・ディティクティブ』シリーズや『第4のユニット』シリーズ等では、デジタルペイントされたセル画アニメーションが使用された。
同社独自のビデオキャプチャ機材も開発され、実写映像も利用可能となり、「平成一のファジイ男」という作品の制作を発表した。しかし諸般の事情で制作できず、NHKエデュケーショナル、トッパンが発売した銀河宇宙オデッセイの第2作目で使用された。その後石見銀山や大阪や神戸でロケハンを行ったミス・ディテクティブシリーズ2作品が制作された。
この動画エンジンは同社の手により、CD-ROMを搭載したSUPER CD-ROM2・メガCD・PC-9821などの各機種にゲームとともに移植された。なお、他社のソフトで使われることはほとんどなかった。
Windows 3.1や次世代機の時代になると、「Windows時代を見据えての『DAPS For Windows』を完成させつつある（※要約）」とパソコン誌などで表明していたものの、AVIとCinepak、MPEGなどのコーデックの登場により、独自の動画圧縮システムを使用しなくなった。ただし、同社のインタラクティブなゲームには全てDAPSの記載がある。
PC-9821での作品展開では、同一CD-ROMをFM TOWNSとPC-9821のどちらでも読める仕様であり、「キーディスク」と呼ばれる起動用のフロッピーディスクをそれぞれの機種用に添付しハイブリッド化させた。
ポリゴン画像をリアルタイム表示する「ポリゴンDAPS」なども存在した。これはセルアニメエンジンの流用である。